# آسگات (زاوخان)
آسگات (به لاتین: Asgat) یک منطقهٔ مسکونی در مغولستان است که در استان زوخان واقع شده‌است.